# Гай Фабій Амбуст
Гай Фабій Амбуст (IV ст. до н. е.) — політичний та військовий діяч Римської республіки.

## Життєпис
Походив з патриціанського роду Фабіїв. Син Нумерія Фабія Амбуста, військового трибуна з консульською владою (консулярного трибуна) 406 року до н. е. Він також був братом Марка Фабія Амбуста. 
У 358 році до н. е. його було обрано консулом разом з Гаєм Плавцієм Прокулом. Воював з містом Тарквінії, втім невдало. У 355 році до н. е. його призначено інтеррексом для обрання консулів в умовах протидії новому нашестю галлів. 
З того часу про подальшу долю Гая Фабія Амбуста згадок немає.